# South Darley
South Darley est une paroisse civile du Derbyshire, en Angleterre.